# ASD Corniglianese 1919
ASD Corniglianese 1919 was een Italiaanse voetbalclub uit Genua.

## Geschiedenis
De club werd in 1919 opgericht in Cornigliano Ligure, destijds nog een autonome gemeente en sinds 1926 de wijk Cornigliano in de stad Genua. De club speelde in de derde klasse van de Ligurische competitie. In 1925 promoveerde de club naar de tweede klasse. In 1930 fuseerde de club met AC La Dominante, dat dat jaar derde geworden was in de nieuwe Serie B. Onder de naam FBC Liguria was het de bedoeling om betere resultaten te halen, echter eindigde de club laatste en degradeerde waarop de fusie ontbonden werd. 
In 1935 promoveerde de club naar de Serie C en werd daar negende. Na dit seizoen moest de club gedwongen fuseren met Rivarolese en Sampierdarense om zo AC Liguria te worden. 
Na de Tweede Wereldoorlog werd de club heropgericht en speelde in 1946 weer in de Serie C, die toen uit maar liefst 18 reeksen bestond. Na het seizoen 1948 werd de competitie van 18 naar 4 reeksen teruggebracht waarvoor Corniglianese zich niet plaatste. In 1955 hield de club op te bestaan en werd AC Andrea Doria 1955. In 1959 fuseerde de club met Sestrese voor het ambitieuze project SestreseDoria. Echter na twee seizoenen van teleurstellende resultaten werd de fusie ontbonden en werd Corniglianese nieuw leven in geblazen. Tussen 1976 en 1984 speelde de club in de Promozione Liguria, de zesde klasse. In 1999 maakte de club een terugkeer in die Promozione en in 2005 promoveerde de club naar de Eccellenza. In 2009 en 2010 volgden twee degradaties op rij. In 2013 fuseerde de club met CulmvPolis en Virtusestri tot Genova Calcio. 